# Olympische Sommerspiele 1952/Teilnehmer (Deutschland)
| Gelbes Symbol für Goldmedaillen mit stilisierten Olympischen Ringen | Graues Symbol für Silbermedaillen mit stilisierten Olympischen Ringen | Braundes Symbol für Bronzemedaillen mit stilisierten Olympischen Ringen |
| ------------------------------------------------------------------- | --------------------------------------------------------------------- | ----------------------------------------------------------------------- |
| —                                                                   | 7                                                                     | 17                                                                      |

Die Bundesrepublik Deutschland nahm an den Olympischen Sommerspielen 1952 in der finnischen Hauptstadt Helsinki mit 205 Athleten, 32 Frauen und 173 Männern, teil.

## Delegation
Nachdem bei den ersten Olympischen Spielen nach dem Zweiten Weltkrieg, 1948 in London, keine deutsche Olympiamannschaft teilnehmen durfte, waren 1952 in Helsinki wieder deutsche Sportler dabei. Jüngster Teilnehmer war mit 18 Jahren der Ruderer Helmut Noll, ältester Teilnehmer mit 58 Jahren der Segler Hans Lubinus.
Im Vorfeld der Spiele hatte das IOC das Nationale Olympische Komitee Deutschlands anerkannt, das die Sportler in der Bundesrepublik Deutschland vertrat. Das Nationale Olympische Komitee der Deutschen Demokratischen Republik war vom IOC nicht anerkannt worden. Der vom IOC unterstützte Vorschlag einer gemeinsamen Mannschaft aus BRD- und DDR-Sportlern wurde von Funktionären und Politikern der DDR abgelehnt. Somit vertraten nur Sportler aus der westdeutschen Bundesrepublik das gesamte Deutschland, allerdings ohne das Saarland, das mit einer eigenständigen Olympiamannschaft am Start war. Weitere Details sind der olympischen Geschichte Deutschlands zu entnehmen.

## Flaggenträger
Der Zehnkämpfer Friedel Schirmer trug die Flagge Deutschlands während der Eröffnungsfeier im Olympiastadion.

## Medaillen
Die Sportler der deutschen Teams gewannen 7 Silber- und 17 Bronzemedaillen und belegten damit Platz 28 im Medaillenspiegel.
24 Olympiamedaillengewinne ohne einen einzigen Olympiasieg hat vorher oder nachher kein Land errungen (oder erlitten) – am Nächsten kommen dem noch die zwölf Medaillen (je sechs Silber- und Bronzemedaillen) Brasiliens bei den Spielen 2000 in Sydney gefolgt von Kanada mit fünf Silber- und sechs Bronzemedaillen bei den Spielen 1976 in Montreal.

### Medaillenspiegel
| Rang   | Sportart       | Gold | Silber | Bronze | Gesamt |
| ------ | -------------- | ---- | ------ | ------ | ------ |
| 1      | Leichtathletik | —    | 3      | 5      | 8      |
| 2      | Reiten         | —    | 1      | 3      | 4      |
| 3      | Boxen          | —    | 1      | 1      | 5      |
| 4      | Rudern         | —    | 1      | —      | 1      |
| 4      | Turnen         | —    | 1      | —      | 1      |
| 6      | Kanu           | —    | —      | 3      | 3      |
| 7      | Radsport       | —    | —      | 2      | 2      |
| 8      | Schwimmen      | —    | —      | 1      | 1      |
| 8      | Segeln         | —    | —      | 1      | 1      |
| 8      | Wasserspringen | —    | —      | 1      | 1      |
| Gesamt | Gesamt         | 0    | 7      | 17     | 24     |

### Medaillengewinner
| Name/n                                                                           | Sportart       | Wettkampf                 |
| -------------------------------------------------------------------------------- | -------------- | ------------------------- |
| Silber                                                                           |                |                           |
| Karl Storch                                                                      | Leichtathletik | Hammerwurf                |
| Ursula Knab Maria Sander Helga Klein Marga Petersen-Kallensee                    | Leichtathletik | 4 × 100-m-Staffel         |
| Marianne Werner                                                                  | Leichtathletik | Kugelstoßen               |
| Wilhelm Büsing auf Hubertus Klaus Wagner auf Dachs Otto Rothe auf Trux von Kamax | Reiten         | Vielseitigkeit Mannschaft |
| Heinz Manchen Helmut Heinhold Helmut Noll                                        | Rudern         | Zweier mit Steuermann     |
| Alfred Schwarzmann                                                               | Turnen         | Barren                    |
| Edgar Basel                                                                      | Boxen          | Fliegengewicht            |
| Bronze                                                                           |                |                           |
| Günther Haase                                                                    | Wasserspringen | 10 m Turmspringen         |
| Herbert Klein                                                                    | Schwimmen      | 200 m Brust               |
| Werner Potzernheim                                                               | Radsport       | Bahn Sprint               |
| Edi Ziegler                                                                      | Radsport       | Straßenrennen             |
| Maria Sander                                                                     | Leichtathletik | 80 m Hürden               |
| Fritz Thiedemann auf Meteor                                                      | Reiten         | Springreiten              |
| Werner Lueg                                                                      | Leichtathletik | 1500 m                    |
| Günther Steines Hans Geister Heinz Ulzheimer Karl-Friedrich Haas                 | Leichtathletik | 4 × 400-m-Staffel         |
| Herbert Schade                                                                   | Leichtathletik | 5000 m                    |
| Heinz Ulzheimer                                                                  | Leichtathletik | 800 m                     |
| Michel Scheuer                                                                   | Kanu           | K1 10.000 m               |
| Ida von Nagel auf Afrika Fritz Thiedemann auf Chronist Heinz Pollay auf Adular   | Reiten         | Dressur Mannschaft        |
| Wilhelm Büsing auf Hubertus                                                      | Reiten         | Vielseitigkeit            |
| Egon Drews Wilfried Soltau                                                       | Kanu           | C2 10.000 m               |
| Egon Drews Wilfried Soltau                                                       | Kanu           | C2 1000 m                 |
| Günther Heidemann                                                                | Boxen          | Weltergewicht             |
| Theodor Thomsen Erich Natusch Georg Nowka                                        | Segeln         | Drachen-Klasse            |

## Teilnehmer nach Sportarten

### Boxen
| Athleten            | Wettbewerb                    | 1. Runde          | 1. Runde         | Achtelfinale      | Achtelfinale     | Viertelfinale         | Viertelfinale    | Halbfinale      | Halbfinale    | Finale        | Finale        | Rang   |
| Athleten            | Wettbewerb                    | Gegner            | Ergebnis         | Gegner            | Ergebnis         | Gegner                | Ergebnis         | Gegner          | Ergebnis      | Gegner        | Ergebnis      | Rang   |
| ------------------- | ----------------------------- | ----------------- | ---------------- | ----------------- | ---------------- | --------------------- | ---------------- | --------------- | ------------- | ------------- | ------------- | ------ |
| Männer              |                               |                   |                  |                   |                  |                       |                  |                 |               |               |               |        |
| Edgar Basel         | Fliegengewicht bis 51 kg      | Henryk Kukier     | 3:0              | Freilos           | Freilos          | Thorbjørn Clausen     | Sieg durch K. o. | Anatoli Bulakow | 2:1           | Nathan Brooks | 0:3           | Silber |
| Egon Schidan        | Bantamgewicht bis 54 kg       | Freilos           | Freilos          | Davey Moore       | 0:3              | ausgeschieden         | ausgeschieden    | ausgeschieden   | ausgeschieden | ausgeschieden | ausgeschieden | 9      |
| Willi Roth          | Federgewicht bis 57 kg        | Donald McDonnell  | 2:1              | Leonard Walters   | 1:2              | ausgeschieden         | ausgeschieden    | ausgeschieden   | ausgeschieden | ausgeschieden | ausgeschieden | 9      |
| Hans Werner Wohlers | Leichtgewicht bis 60 kg       | Ljubomir Markow   | 3:0              | Aleksy Antkiewicz | 0:3              | ausgeschieden         | ausgeschieden    | ausgeschieden   | ausgeschieden | ausgeschieden | ausgeschieden | 9      |
| Herbert Schilling   | Halbschwergewicht bis 63,5 kg | Alexander Webster | 0:3              | ausgeschieden     | ausgeschieden    | ausgeschieden         | ausgeschieden    | ausgeschieden   | ausgeschieden | ausgeschieden | ausgeschieden | 17     |
| Günther Heidemann   | Weltergewicht bis 67 kg       | Pál Budai         | 2:1              | Nicolae Linca     | Sieg durch K. o. | Moos Linneman         | 3:0              | Zygmunt Chychła |               | ausgeschieden | ausgeschieden | Bronze |
| Erich Schöppner     | Halbmittelgewicht bis 71 kg   | Freilos           | Freilos          | Hans Büchi        | Sieg durch K. o. | Theunis van Schalkwyk | 1:2              | ausgeschieden   | ausgeschieden | ausgeschieden | ausgeschieden | 5      |
| Dieter Wemhöner     | Mittelgewicht bis 75 kg       | Freilos           | Freilos          | Bedrich Koutný    | 2:1              | Boris Nikolow         | 1:2              | ausgeschieden   | ausgeschieden | ausgeschieden | ausgeschieden | 5      |
| Karl Kistner        | Halbschwergewicht bis 81 kg   | Oscar Ward        | Sieg durch K. o. | Toon Pastor       | 2:1              | Harry Siljander       | 1:2              | ausgeschieden   | ausgeschieden | ausgeschieden | ausgeschieden | 5      |
| Edgar Gorgas        | Schwergewicht über 81 kg      | Andries Nieman    | 0:3              | ausgeschieden     | ausgeschieden    | ausgeschieden         | ausgeschieden    | ausgeschieden   | ausgeschieden | ausgeschieden | ausgeschieden | 17     |

### Fechten
| Athleten                                                                  | Wettbewerb         | 1. Runde        | 1. Runde | Viertelfinale           | Viertelfinale | Halbfinale    | Halbfinale    | Finale        | Finale        | Rang          |
| Athleten                                                                  | Wettbewerb         | Punkte/Gegner   | Rang     | Punkte/Gegner           | Rang          | Punkte        | Rang          | Gegner        | Ergebnis      | Rang          |
| ------------------------------------------------------------------------- | ------------------ | --------------- | -------- | ----------------------- | ------------- | ------------- | ------------- | ------------- | ------------- | ------------- |
| Frauen                                                                    |                    |                 |          |                         |               |               |               |               |               |               |
| Lilo Allgayer                                                             | Florett            | 5:0             | 1        | 3:1                     | 3             | 2:5           | 6             | ausgeschieden | ausgeschieden | ausgeschieden |
| Männer                                                                    |                    |                 |          |                         |               |               |               |               |               |               |
| Erwin Kroggel                                                             | Degen              | 3:4             | 7        | ausgeschieden           | ausgeschieden | ausgeschieden | ausgeschieden | ausgeschieden | ausgeschieden | ausgeschieden |
| Norman Casmir                                                             | Florett            | 3:2             | 3        | 1:5                     | 6             | ausgeschieden | ausgeschieden | ausgeschieden | ausgeschieden | ausgeschieden |
| Julius Eisenecker                                                         | Florett            | 2:4             | 5        | ausgeschieden           | ausgeschieden | ausgeschieden | ausgeschieden | ausgeschieden | ausgeschieden | ausgeschieden |
| Kurt Wahl                                                                 | Florett            | 2:4             | 5        | ausgeschieden           | ausgeschieden | ausgeschieden | ausgeschieden | ausgeschieden | ausgeschieden | ausgeschieden |
| Hans Esser                                                                | Säbel              | 3:3             | 5        | ausgeschieden           | ausgeschieden | ausgeschieden | ausgeschieden | ausgeschieden | ausgeschieden | ausgeschieden |
| Willy Fascher                                                             | Säbel              | 5:2             | 3        | 0:6                     | 8             | ausgeschieden | ausgeschieden | ausgeschieden | ausgeschieden | ausgeschieden |
| Richard Liebscher                                                         | Säbel              | 4:3             | 5        | ausgeschieden           | ausgeschieden | ausgeschieden | ausgeschieden | ausgeschieden | ausgeschieden | ausgeschieden |
| Norman Casmir Julius Eisenecker Willy Fascher Siegfried Rossner Kurt Wahl | Florett Mannschaft | Rumänien 10:6   | 1        | Ungarn 2:14             | 4             | ausgeschieden | ausgeschieden | ausgeschieden | ausgeschieden | ausgeschieden |
| Norman Casmir Julius Eisenecker Willy Fascher Siegfried Rossner Kurt Wahl | Florett Mannschaft | Rumänien 10:6   | 1        | Argentinien 5:11        | 4             | ausgeschieden | ausgeschieden | ausgeschieden | ausgeschieden | ausgeschieden |
| Norman Casmir Julius Eisenecker Willy Fascher Siegfried Rossner Kurt Wahl | Florett Mannschaft | Rumänien 10:6   | 1        | Vereinigte Staaten 6:10 | 4             | ausgeschieden | ausgeschieden | ausgeschieden | ausgeschieden | ausgeschieden |
| Hans Esser Willy Fascher Richard Liebscher Siegfried Rossner              | Säbel Mannschaft   | Sowjetunion 9:7 | 1        | Frankreich 3:9          | 3             | ausgeschieden | ausgeschieden | ausgeschieden | ausgeschieden | ausgeschieden |

### Fußball
| Wettbewerb    | Männer |
| ------------- | --- |
| Athleten      | Hans Eberle Kurt Ehrmann Erich Gleixner Ludwig Hinterstocker Herbert Jäger Karl Klug Matthias Mauritz Alfred Post Herbert Schäfer Rudolf Schönbeck Willi Schröder Kurt Sommerlatt Georg Stollenwerk Hans Zeitler |
| Trainer       | Sepp Herberger |
| 1. Runde      | Ägypten 3:1 (2:0) |
| Viertelfinale | Brasilien 4:2 n. V. (0:1, 2:2) |
| Halbfinale    | Jugoslawien 1:3 (1:3) |
| Finale        | Schweden 0:2 (0:1) |
| Platzierung   | 4 |

### Gewichtheben
| Athleten        | Wettbewerb                      | Militärpresse | Militärpresse | Reißen  | Reißen | Stoßen   | Stoßen   | Gesamt   | Gesamt |
| Athleten        | Wettbewerb                      | Gewicht       | Rang          | Gewicht | Rang   | Gewicht  | Rang     | Gewicht  | Rang   |
| --------------- | ------------------------------- | ------------- | ------------- | ------- | ------ | -------- | -------- | -------- | ------ |
| Männer          |                                 |               |               |         |        |          |          |          |        |
| Josef Schuster  | Bantamgewicht bis 56 kg         | 90 kg         | 2             | 75 kg   | 17     | 102,5 kg | 14       | 267,5 kg | 14     |
| Oswald Junkes   | Federgewicht bis 60 kg          | 80 kg         | 20            | 90 kg   | 14     | 120 kg   | 8        | 290 kg   | 16     |
| Tony Leuthe     | Leichtgewicht bis 67,5 kg       | 90 kg         | 19            | 100 kg  | 10     | ungültig | ungültig | 190,0 kg | –      |
| Hans Claussen   | Leichtschwergewicht bis 82,5 kg | 102,5 kg      | 17            | 115 kg  | 7      | 145 kg   | 11       | 362,5 kg | 11     |
| Heinz Schattner | Schwergewicht über 90 kg        | 130 kg        | 6             | 130 kg  | 3      | 162,5 kg | 3        | 422,5 kg | 4      |

### Hockey
| Wettbewerb       | Männer |
| ---------------- | --- |
| Athleten         | Günther Brennecke Hugo Budinger Hans-Jürgen Dollheiser Hugo Dollheiser Wilfried Grube Friedrich Hidding Alfred Lücker Carl-Ludwig Peters Werner Rosenbaum Heinz Schmidt Heinz Schütz Rolf Stoltenberg Willi Suhren Heino Thielemann Günther Ullerich |
| Vorrunde         | Polen 7:2 (1:2) |
| Viertelfinale    | Niederlande 0:1 (0:0) |
| Trostrunde       | Finnland 7:0 (3:0) Österreich 2:1 (2:1) |
| Spiel um Platz 5 | Polen 4:0 (1:0) |
| Platzierung      | 5 |

### Kanu
| Athleten                                | Wettbewerb   | Vorlauf    | Vorlauf | Finale      | Finale | Rang   |
| Athleten                                | Wettbewerb   | Zeit       | Rang    | Zeit        | Rang   | Rang   |
| --------------------------------------- | ------------ | ---------- | ------- | ----------- | ------ | ------ |
| Frauen                                  |              |            |         |             |        |        |
| Josefa Köster                           | K-1 500 m    | 2:26,2 min | 2       | 2:25,8 min  | 8      | 5      |
| Männer                                  |              |            |         |             |        |        |
| Meinrad Miltenberger                    | K-1 1000 m   | 4:21,2 min | 2       | 4:21,6 min  | 5      | 5      |
| Michel Scheuer                          | K-1 10.000 m | –          | –       | 47:54,5 min | 3      | Bronze |
| Helmut Noller Gustav Schmidt            | K-2 1000 m   | 3:55,7 min | 2       | 3:51,8 min  | 4      | 4      |
| Meinrad Miltenberger Karl-Heinz Schäfer | K-2 10.000 m | –          | –       | 45:15,2 min | 6      | 6      |
| Ralf Berckhan                           | C-1 1000 m   | 5:17,3 min | 3       | 5:22,8 min  | 6      | 6      |
| Franz Johannsen                         | C-1 10.000 m | –          | –       | 1:00:26,5 h | 7      | 7      |
| Egon Drews Wilfried Soltau              | C-2 1000 m   | 4:48,4 min | 4       | 4:48,3 min  | 3      | Bronze |
| Egon Drews Wilfried Soltau              | C-2 10.000 m | –          | –       | 54:28,1 min | 3      | Bronze |

### Leichtathletik
Laufen und Gehen
| Athleten                                                         | Wettbewerb        | Vorlauf     | Vorlauf | Viertelfinale | Viertelfinale | Halbfinale    | Halbfinale    | Finale        | Finale        | Rang   |
| Athleten                                                         | Wettbewerb        | Zeit        | Rang    | Zeit          | Rang          | Zeit          | Rang          | Zeit          | Rang          | Rang   |
| ---------------------------------------------------------------- | ----------------- | ----------- | ------- | ------------- | ------------- | ------------- | ------------- | ------------- | ------------- | ------ |
| Frauen                                                           |                   |             |         |               |               |               |               |               |               |        |
| Helga Klein                                                      | 100 m             | 12,1 s      | 12      | 12,0 s        | 2             | 12,3 s        | 12            | ausgeschieden | ausgeschieden | 12     |
| Helga Klein                                                      | 200 m             | 24,6 s      | 6       | –             | –             | 24,4 s        | 5             | 24,6 s        | 5             | 5      |
| Marga Petersen                                                   | 100 m             | 12,0 s      | 5       | 12,0 s        | 2             | 12,1 s        | 5             | ausgeschieden | ausgeschieden | 8      |
| Maria Sander                                                     | 100 m             | 12,2 s      | 15      | 12,0 s        | 2             | 12,0 s        | 4             | 12,0 s        | 5             | 5      |
| Maria Sander                                                     | 80 m Hürden       | 11,3 s      | 4       | –             | –             | 10,9 s        | 2             | 11,1 s        | 3             | Bronze |
| Ursula Knab                                                      | 200 m             | 25,0 s      | 10      | –             | –             | 25,5 s        | 14            | ausgeschieden | ausgeschieden | 14     |
| Anneliese Seonbuchner                                            | 80 m Hürden       | 11,4 s      | 8       | –             | –             | 11,4 s        | 6             | 11,2 s        | 4             | 4      |
| Helga Klein Ursula Knab Marga Petersen Maria Sander              | 4 × 100-m-Staffel | 46,3 s      | 3       | –             | –             | –             | –             | 45,9 s        | 2             | Silber |
| Männer                                                           |                   |             |         |               |               |               |               |               |               |        |
| Erich Fuchs                                                      | 100 m             | 11,19 s     | 31      | ausgeschieden | ausgeschieden | ausgeschieden | ausgeschieden | ausgeschieden | ausgeschieden | 31     |
| Werner Zandt                                                     | 100 m             | 11,03 s     | 16      | 10,98 s       | 11            | ausgeschieden | ausgeschieden | ausgeschieden | ausgeschieden | 13     |
| Werner Zandt                                                     | 200 m             | 22,23 s     | 24      | 21,87 s       | 10            | 21,92 s       | 7             | ausgeschieden | ausgeschieden | 7      |
| Peter Kraus                                                      | 200 m             | 22,06 s     | 14      | 22,19 s       | 20            | ausgeschieden | ausgeschieden | ausgeschieden | ausgeschieden | 19     |
| Hans Geister                                                     | 400 m             | 47,99 s     | 4       | 47,81 s       | 8             | 47,00 s       | 8             | ausgeschieden | ausgeschieden | 8      |
| Karl-Friedrich Haas                                              | 400 m             | 47,58 s     | 2       | 47,66 s       | 5             | 46,56 s       | 3             | 47,22 s       | 4             | 4      |
| Urban Cleve                                                      | 800 m             | 1:53,4 min  | 17      | –             | –             | 1:51,6 min    | 5             | ausgeschieden | ausgeschieden | 11     |
| Günther Steines                                                  | 800 m             | 1:52,7 min  | 8       | –             | –             | 1:52,9 min    | 13            | 1:50,6 min    | 6             | 6      |
| Heinz Ulzheimer                                                  | 800 m             | 1:51,4 min  | 1       | –             | –             | 1:51,9 min    | 6             | 1:49,7 min    | 3             | Bronze |
| Günter Dohrow                                                    | 1500 m            | 3:51,8 min  | 5       | –             | –             | 3:55,2 min    | 22            | ausgeschieden | ausgeschieden | 22     |
| Rolf Lamers                                                      | 1500 m            | 3:52,4 min  | 10      | –             | –             | 3:50,8 min    | 8             | 3:46,8 min    | 6             | 6      |
| Werner Lueg                                                      | 1500 m            | 3:52,0 min  | 6       | –             | –             | 3:49,8 min    | 2             | 3:45,4 min    | 3             | Bronze |
| Herbert Schade                                                   | 5000 m            | 14:15,4 min | 1       | –             | –             | –             | –             | 14:08,6 min   | 3             | Bronze |
| Wolfgang Troßbach                                                | 110 m Hürden      | 15,1 s      | 17      | –             | –             | ausgeschieden | ausgeschieden | ausgeschieden | ausgeschieden | 17     |
| Helmut Gude                                                      | 3000 m Hindernis  | 9:04,2 min  | 9       | –             | –             | –             | –             | 9:01,4 min    | 8             | 8      |
| Günter Heßelmann                                                 | 3000 m Hindernis  | 9:05,0 min  | 10      | –             | –             | –             | –             | 8:55,8 min    | 6             | 6      |
| Rudi Lüttge                                                      | 50 km Gehen       | –           | –       | –             | –             | –             | –             | 4:47:28,6 h   | 13            | 13     |
| Dieter Engelhardt                                                | Marathon          | –           | –       | –             | –             | –             | –             | 2:39:37,2 h   | 30            | 9      |
| Ludwig Warnemünde                                                | Marathon          | –           | –       | –             | –             | –             | –             | 2:50:00,0 h   | 43            | 9      |
| Franz Happernagl Josef Heinen Peter Kraus Werner Zandt           | 4 × 100-m-Staffel | 41,5 s      | 8       | –             | –             | ausgeschieden | ausgeschieden | ausgeschieden | ausgeschieden | 12     |
| Hans Geister Karl-Friedrich Haas Günther Steines Heinz Ulzheimer | 4 × 400-m-Staffel | 3:10,5 min  | 1       | –             | –             | –             | –             | 3:06,6 min    | 3             | Bronze |

Springen und Werfen
| Athleten             | Wettbewerb  | Qualifikation | Qualifikation | Finale        | Finale        | Rang   |
| Athleten             | Wettbewerb  | Weite/Höhe    | Rang          | Weite/Höhe    | Rang          | Rang   |
| -------------------- | ----------- | ------------- | ------------- | ------------- | ------------- | ------ |
| Frauen               |             |               |               |               |               |        |
| Leni Hofknecht       | Weitsprung  | 5,41 m        | 8             | 5,55 m        | 15            | 15     |
| Elfriede von Nitzsch | Weitsprung  | 5,62 m        | 5             | 5,57 m        | 14            | 14     |
| Irmgard Schmelzer    | Weitsprung  | 5,61 m        | 7             | 5,90 m        | 4             | 4      |
| Gertrud Kille        | Kugelstoßen | 13,71 m       | 2             | 13,84 m       | 5             | 5      |
| Dorothea Kreß        | Kugelstoßen | 12,57 m       | 11            | 12,91 m       | 11            | 11     |
| Marianne Werner      | Kugelstoßen | 13,62 m       | 4             | 14,57 m       | 2             | Silber |
| Marianne Werner      | Diskuswurf  | 41,37 m       | 3             | 41,03 m       | 9             | 9      |
| Ingeborg Bausenwein  | Speerwurf   | 40,53 m       | 9             | 41,16 m       | 12            | 12     |
| Marlies Müller       | Speerwurf   | 44,99 m       | 5             | 44,37 m       | 6             | 6      |
| Jutta Neumann        | Speerwurf   | 43,43 m       | 6             | 44,30 m       | 8             | 8      |
| Männer               |             |               |               |               |               |        |
| Sepp Hipp            | Diskuswurf  | 43,38 m       | 27            | ausgeschieden | ausgeschieden | 27     |
| Karl Storch          | Hammerwurf  | 55,35 m       | 2             | 58,86 m       | 2             | Silber |
| Karl Wolf            | Hammerwurf  | 53,86 m       | 5             | 56,49 m       | 6             | 6      |
| Herbert Koschel      | Speerwurf   | 67,22 m       | 7             | 64,54 m       | 12            | 12     |

Mehrkampf
| Athleten         | 100 m   | 100 m | Weitsprung | Weitsprung | Kugelstoßen | Kugelstoßen | Hochsprung | Hochsprung | 400 m  | 400 m | 110 m Hürden | 110 m Hürden | Diskuswurf | Diskuswurf | Stabhochsprung | Stabhochsprung | Speerwurf | Speerwurf | 1500 m     | 1500 m | Punkte | Rang |
| Athleten         | Zeit    | Pkte. | Weite      | Pkte.      | Weite       | Pkte.       | Höhe       | Pkte.      | Zeit   | Pkte. | Zeit         | Pkte.        | Weite      | Pkte.      | Höhe           | Pkte.          | Weite     | Pkte.     | Zeit       | Pkte.  | Punkte | Rang |
| ---------------- | ------- | ----- | ---------- | ---------- | ----------- | ----------- | ---------- | ---------- | ------ | ----- | ------------ | ------------ | ---------- | ---------- | -------------- | -------------- | --------- | --------- | ---------- | ------ | ------ | ---- |
| Zehnkampf Männer |         |       |            |            |             |             |            |            |        |       |              |              |            |            |                |                |           |           |            |        |        |      |
| Josef Hipp       | 11,46 s | 768   | 6,85 m     | 740        | 13,26 m     | 696         | 1,75 m     | 711        | 51,3 m | 751   | 16,1 s       | 575          | 45,84 m    | 802        | 3,50 m         | 516            | 54,14 m   | 609       | 4:57,2 min | 281    | 6449   | 5    |
| Friedel Schirmer | 11,68 s | 678   | 6,37 m     | 605        | 12,69 m     | 644         | 1,80 m     | 711        | 50,5 m | 807   | 16,0 s       | 593          | 37,01 m    | 547        | 3,50 m         | 516            | 54,00 m   | 606       | 4:47,6 min | 352    | 6118   | 8    |

### Moderner Fünfkampf
| Athleten                                   | Wettbewerb | Fechten | Fechten | Reiten      | Reiten | Schwimmen  | Schwimmen | Schießen | Schießen | 4000-m-Querfeldeinlauf | 4000-m-Querfeldeinlauf | Ordinalzahl | Rang |
| Athleten                                   | Wettbewerb | Siege   | Rang    | Zeit        | Rang   | Zeit       | Rang      | Punkte   | Rang     | Zeit                   | Rang                   | Ordinalzahl | Rang |
| ------------------------------------------ | ---------- | ------- | ------- | ----------- | ------ | ---------- | --------- | -------- | -------- | ---------------------- | ---------------------- | ----------- | ---- |
| Männer                                     |            |         |         |             |        |            |           |          |          |                        |                        |             |      |
| Adolf Harder                               | Einzel     | 15      | 47      | DSQ         | DSQ    | DNF        | DNF       | DNF      | DNF      | DNF                    | DNF                    | DNF         | DNF  |
| Dietloff Kapp                              | Einzel     | 15      | 46      | 12:03,7 min | 42     | 4:32,2 min | 12        | 159      | 44       | 15:31,4 min            | 14                     | 158         | 36   |
| Berthold Slupik                            | Einzel     | 29      | 5       | 12:15,1 min | 41     | 5:07,4 min | 31        | 179      | 26       | 17:25,4 min            | 45                     | 148         | 32   |
| Adolf Harder Dietloff Kapp Berthold Slupik | Mannschaft | DNF     | DNF     | DNF         | DNF    | DNF        | DNF       | DNF      | DNF      | DNF                    | DNF                    | DNF         | DNF  |

### Radsport

#### Bahn
| Athleten           | Wettbewerb | 1. Runde | Hoffnungsrunde Viertelfinale | Hoffnungsrunde Viertelfinale | Viertelfinale | Viertelfinale | Halbfinale | Hoffnungsrunde Halbfinale | Hoffnungsrunde Halbfinale | Finale | Rang   |
| Athleten           | Wettbewerb | Rang     | Zeit                         | Rang                         | Zeit          | Rang          | Rang       | Zeit                      | Rang                      | Rang   | Rang   |
| ------------------ | ---------- | -------- | ---------------------------- | ---------------------------- | ------------- | ------------- | ---------- | ------------------------- | ------------------------- | ------ | ------ |
| Männer             |            |          |                              |                              |               |               |            |                           |                           |        |        |
| Werner Potzernheim | Sprint     | 2        | 11,7 s                       | 1                            | 11,6 s        | 1             | 3          | 11,6 s                    | 1                         | 3      | Bronze |

#### Straße
| Athleten                                           | Wettbewerb                       | Zeit         | Rang   |
| -------------------------------------------------- | -------------------------------- | ------------ | ------ |
| Männer                                             |                                  |              |        |
| Walter Becker                                      | Straßenrennen                    | DNF          | DNF    |
| Paul Maue                                          | Straßenrennen                    | 5:24:44,5 h  | 48     |
| Oscar Zeissner                                     | Straßenrennen                    | 5:11:18,5 h  | 8      |
| Edi Ziegler                                        | Straßenrennen                    | 4:01:33 h    | Bronze |
| Walter Becker Paul Maue Oscar Zeissner Edi Ziegler | Straßenrennen Mannschaftswertung | 15:43:50,5 h | 5      |

### Reiten
| Dressur                                                                           |            |                            |        |
| Athleten                                                                          | Wettbewerb | Prozent                    | Rang   |
| Ida von Nagel mit Afrika                                                          | Einzel     | 503,0 Punkte (- 58,0 Pkt.) | 10     |
| Heinz Pollay mit Adular                                                           | Einzel     | 518,5 Punkte (- 42,5 Pkt.) | 7      |
| Fritz Thiedemann mit Chronist XX                                                  | Einzel     | 479,5 Punkte (- 81,5 Pkt.) | 12     |
| Ida von Nagel mit Afrika Heinz Pollay mit Adular Fritz Thiedemann mit Chronist XX | Mannschaft | 1501 Punkte (- 96,5 Pkt.)  | Bronze |

| Springen                                                                       |            |             |             |             |             |        |
| Athleten                                                                       | Wettbewerb | Strafpunkte | Strafpunkte | Strafpunkte | Strafpunkte | Rang   |
| Athleten                                                                       | Wettbewerb | 1. Umlauf   | 2. Umlauf   | Stechen     | Gesamt      | Rang   |
| Hans-Hermann Evers mit Baden                                                   | Einzel     | (24)        | (8)         | –           | 32          | 35     |
| Georg Höltig mit Fink                                                          | Einzel     | (8)         | (12)        | –           | 20          | 16     |
| Fritz Thiedemann mit Meteor                                                    | Einzel     | (0)         | (8)         | 38,5 s (8)  | 8           | Bronze |
| Hans Hermann Evers mit Baden Georg Höltig mit Fink Fritz Thiedemann mit Meteor | Mannschaft | 32          | 28          | –           | 60          | 6      |

| Vielseitigkeit                                                                 |            |                     |                     |                      |                    |        |
| Athleten                                                                       | Wettbewerb | Minuspunkte Dressur | Minuspunkte Gelände | Minuspunkte Springen | Minuspunkte Gesamt | Rang   |
| Willi Büsing mit Hubertus                                                      | Einzel     | 103,50              | 48,00               | 0,00                 | 55,50              | Bronze |
| Otto Rothe mit Trux von Kamax                                                  | Einzel     | 186,33              | 72,00               | 0,00                 | 114,33             | 11     |
| Klaus Wagner mit Dachs                                                         | Einzel     | 109,66              | 54,00               | 10,00                | 65,66              | 5      |
| Willi Büsing mit Hubertus Otto Rothe mit Trux von Kamax Klaus Wagner mit Dachs | Mannschaft | 399,49              | 174,00              | 10,00                | 235,49             | Silber |

### Ringen
| Athleten          | Wettbewerb                                            | 1. Runde            | 1. Runde  | 2. Runde            | 2. Runde | 3. Runde             | 3. Runde | 4. Runde          | 4. Runde | Rang |
| Athleten          | Wettbewerb                                            | Gegner              | Ergebnis  | Gegner              | Ergebnis | Gegner               | Ergebnis | Gegner            | Ergebnis | Rang |
| ----------------- | ----------------------------------------------------- | ------------------- | --------- | ------------------- | -------- | -------------------- | -------- | ----------------- | -------- | ---- |
| Männer            |                                                       |                     |           |                     |          |                      |          |                   |          |      |
| Heini Weber       | Freistil Fliegengewicht bis 52 kg                     | Leslie Cheetham     | 0:3       | Niranjan Das        | 0:6      | Mahmoud Mollaghasemi | 0:3      | Georgi Sajadow    | 0:3      | 5    |
| Heini Weber       | Griechisch-römischer Stil bis 52 kg                   | Werner Zimmer       | 0:3       | Fahrettin Akbaş     | 3:0      | Leo Honkala          | 1:2      | Borivoje Vukov    | 3:0      | 4    |
| Ferdinand Schmitz | Freistil Bantamgewicht bis 57 kg                      | Leonardo Basurto    | 0:3       | Adrien Poliquin     | 0:6      | Khashaba Jadhav      | 1:2      | Shōhachi Ishii    | 1:2      | 7    |
| Ferdinand Schmitz | Griechisch-römischer Stil Bantamgewicht bis 57 kg     | Freilos             | Freilos   | Norbert Kohler      | 0:3      | Reidar Merli         | 0:3      | Hubert Persson    | 4:6      | 6    |
| Rolf Ellerbrock   | Freistil Federgewicht bis 62 kg                       | Rauno Mäkinen       | 0:3       | Joseph Mewis        | 0:3      | –                    | –        | –                 | –        | 16   |
| Rolf Ellerbrock   | Griechisch-römischer Stil Federgewicht bis 62 kg      | Abdel Aal Rashid    | 3:0       | Lucien Claes        | 3:0      | Umberto Trippa       | 7:4      | –                 | –        | 10   |
| Heini Nettesheim  | Freistil Leichtgewicht bis 67 kg                      | O Tae-geun          | 0:3       | Arístides Pérez     | 0:6      | József Gál           | 1:2      | Jahanbakht Tofigh | 1:2      | 6    |
| Heini Nettesheim  | Griechisch-römischer Stil Leichtgewicht bis 67 kg     | Kalle Haapasalmi    | 0:3       | Jack Rasmussen      | 3:6      | –                    | –        | –                 | –        | 15   |
| Anton Mackowiak   | Freistil Weltergewicht bis 73 kg                      | Arvedo Cecchini     | 3:0       | Daniel Hauser       | 3:0      | Per Berlin           | 0:3      | –                 | –        | 10   |
| Anton Mackowiak   | Griechisch-römischer Stil Weltergewicht bis 73 kg     | Gösta Andersson     | 3:0       | Jos De Jong         | 3:0      | Miklós Szilvásy      | 0:3      | –                 | –        | 9    |
| Gustav Gocke      | Freistil Mittelgewicht bis 79 kg                      | Eduardo Assam       | 3:0       | Pio Chirinos        | 1:6      | Felix Neuhaus        | 3:0      | León Genuth       | 3:0      | 4    |
| Gustav Gocke      | Griechisch-römischer Stil Mittelgewicht bis 79 kg     | Ercole Gallegati    | 2:1       | Axel Grönberg       | 0:3      | Kalervo Rauhala      | 7:4      | –                 | –        | 8    |
| Max Leichter      | Freistil Halbschwergewicht bis 87 kg                  | Paavo Sepponen      | 3:0       | Adil Atan           | 4:3      | August Englas        | 7:1      | –                 | –        | 8    |
| Max Leichter      | Griechisch-römischer Stil Halbschwergewicht bis 87 kg | Schalwa Tschikladse | 3:0       | Kelpo Gröndahl      | 0:3      | –                    | –        | –                 | –        | 9    |
| Willi Waltner     | Freistil Schwergewicht über 87 kg                     | Freilos             | Freilos   | Arsen Mekokischwili | 0:3      | Natale Vecchi        | 2:1      | Kenneth Richmond  | 7:4      | 8    |
| Willi Waltner     | Griechisch-römischer Stil Schwergewicht über 87 kg    | Kenneth Richmond    | Walk-over | Antonios Georgoulis | 3:0      | Tauno Kovanen        | 0:3      | Josef Růžička     | 7:3      |      |

### Rudern
| Athleten | Wettbewerb             | Vorlauf    | Vorlauf | Vorlauf       | Hoffnungslauf | Hoffnungslauf | Hoffnungslauf           | Halbfinale    | Halbfinale    | Halbfinale              | Halbfinalhoffnungslauf | Halbfinalhoffnungslauf | Halbfinalhoffnungslauf | Finale        | Finale        | Rang          |
| Athleten | Wettbewerb             | Zeit       | Platz   | Qualifikation | Zeit          | Platz         | Qualifikation           | Zeit          | Platz         | Qualifikation           | Zeit                   | Platz                  | Qualifikation          | Zeit          | Platz         | Rang          |
| --- | ---------------------- | ---------- | ------- | ------------- | ------------- | ------------- | ----------------------- | ------------- | ------------- | ----------------------- | ---------------------- | ---------------------- | ---------------------- | ------------- | ------------- | ------------- |
| Männer |                        |            |         |               |               |               |                         |               |               |                         |                        |                        |                        |               |               |               |
| Waldemar Beck Gerhard Füssmann | Doppelzweier           | 7:04,3 min | 2       | Halbfinale    | –             | –             | –                       | 7:36,3 min    | 2             | Halbfinal-Hoffnungslauf | 7:08,2 min             | 2                      | –                      | ausgeschieden | ausgeschieden | 7             |
| Heinz Renneberg Heinz Eichholz | Zweier ohne Steuermann | 8:03,3 min | 3       | Hoffnungslauf | DNS           | DNS           | DNS                     | ausgeschieden | ausgeschieden | ausgeschieden           | ausgeschieden          | ausgeschieden          | ausgeschieden          | ausgeschieden | ausgeschieden | ausgeschieden |
| Helmut Heinhold Heinz Manchen Helmut Noll (Steuermann)                                                                             | Zweier mit Steuermann  | 8:02,3 min | 1       | Halbfinale    | –             | –             | –                       | 8:12,9 min    | 2             | Halbfinal-Hoffnungslauf | 7:54,7 min             | 1                      | Finale                 | 8:32,1 min    | 2             | Silber        |
| Heinz Beyer Klaus Schulze Günter Twiesselmann Gerhard Vogeley Hans-Joachim Wiemken (Steuermann)                                    | Vierer mit Steuermann  | 7:24,8 min | 3       | Hoffnungslauf | 7:04,6 min    | 2             | –                       | –             | –             | –                       | ausgeschieden          | ausgeschieden          | ausgeschieden          | ausgeschieden | ausgeschieden | 14            |
| Hans Betz Peter Betz Roland Freihoff Anton Reinartz Michael Reinartz Stefan Reinartz Anton Siebenhaar Hermann Zander Heinz Zünkler | Achter                 | 6:18,7 min | 3       | Hoffnungslauf | 6:15,1 min    | 1             | Halbfinal-Hoffnungslauf | –             | –             | –                       | 6:19,3 min             | 1                      | Finale                 | 6:42,8 min    | 5             | 5             |

### Schießen
| Athleten       | Wettbewerb                               | Ringe/Scheiben | Rang |
| -------------- | ---------------------------------------- | -------------- | ---- |
| Männer         |                                          |                |      |
| Albert Sigl    | Kleinkaliber Dreistellungskampf 50 Meter | 1134           | 20   |
| Albert Sigl    | Kleinkaliber liegend 50 Meter            | 394            | 31   |
| Erich Spörer   | Kleinkaliber Dreistellungskampf 50 Meter | 1143           | 18   |
| Erich Spörer   | Kleinkaliber liegend 50 Meter            | 399            | 5    |
| Fritz Krempel  | Freie Scheibenpistole 50 Meter           | 512            | 34   |
| Ludwig Leupold | Schnellfeuerpistole 25 Meter             | 523            | 23   |
| Paul Wehner    | Schnellfeuerpistole 25 Meter             | 553            | 24   |
| Kurt Schöbel   | Tontaubenschießen                        | 175            | 23   |

### Schwimmen
| Athleten                                                           | Wettbewerb                | Vorlauf     | Vorlauf | Halbfinale    | Halbfinale    | Finale        | Finale        | Rang   |
| Athleten                                                           | Wettbewerb                | Zeit        | Rang    | Zeit          | Rang          | Zeit          | Rang          | Rang   |
| ------------------------------------------------------------------ | ------------------------- | ----------- | ------- | ------------- | ------------- | ------------- | ------------- | ------ |
| Frauen                                                             |                           |             |         |               |               |               |               |        |
| Vera Schäferkordt                                                  | 100 m Freistil            | 1:10,9 min  | 25      | ausgeschieden | ausgeschieden | ausgeschieden | ausgeschieden | 25     |
| Elisabeth Rechlin                                                  | 100 m Freistil            | 1:08,5 min  | 15      | 1:08,5 min    | 15            | ausgeschieden | ausgeschieden | 15     |
| Elisabeth Rechlin                                                  | 400 m Freistil            | 5:38,0 min  | 22      | –             | –             | ausgeschieden | ausgeschieden | 22     |
| Erna Herbers                                                       | 100 m Rücken              | 1:23,1 min  | 18      | –             | –             | ausgeschieden | ausgeschieden | 17     |
| Gertrud Herrbruck                                                  | 100 m Rücken              | 1:17,8 min  | 7       | –             | –             | 1:18,0 min    | 6             | 6      |
| Ursula Happe                                                       | 200 m Brust               | 3:02,7 min  | 10      | 3:03,8 min    | 13            | ausgeschieden | ausgeschieden | 13     |
| Elisabeth Rechlin Vera Schäferkordt Katharine Jansen Gisela Arendt | 4 × 100-m-Freistilstaffel | 4:42,7 min  | 8       | –             | –             | 4:44,1 min    | 7             | 7      |
| Männer                                                             |                           |             |         |               |               |               |               |        |
| Heinz-Günther Lehmann                                              | 1500 m Freistil           | 19:17,9 min | 11      | –             | –             | ausgeschieden | ausgeschieden | 11     |
| Herbert Klein                                                      | 200 m Brust               | 2:37,0 min  | 2       | 2:37,0 min    | 2             | 2:35,9 min    | 3             | Bronze |

### Segeln
| Athleten                                                                            | Wettbewerb     | 1. Rennen | 1. Rennen | 2. Rennen | 2. Rennen | 3. Rennen | 3. Rennen | 4. Rennen | 4. Rennen | 5. Rennen | 5. Rennen | 6. Rennen | 6. Rennen | 7. Rennen | 7. Rennen | Punkte | Rang   |
| Athleten                                                                            | Wettbewerb     | Punkte    | Rang      | Punkte    | Rang      | Punkte    | Rang      | Punkte    | Rang      | Punkte    | Rang      | Punkte    | Rang      | Punkte    | Rang      | Punkte | Rang   |
| ----------------------------------------------------------------------------------- | -------------- | --------- | --------- | --------- | --------- | --------- | --------- | --------- | --------- | --------- | --------- | --------- | --------- | --------- | --------- | ------ | ------ |
| Männer                                                                              |                |           |           |           |           |           |           |           |           |           |           |           |           |           |           |        |        |
| Werner Krogmann                                                                     | Finn Dinghy    | 1071      | 3         | 344       | 16        | 507       | 11        | 318       | 17        | 507       | 11        | 402       | 14        | 318       | 17        | 3467   | 15     |
| Erich Natusch Georg Nowka Theodor Thomsen                                           | Drachen        | 729       | 4         | 428       | 8         | 553       | 6         | 854       | 3         | 1331      | 1         | 3         | 854       | 1030      | 2         | 5779   | Bronze |
| Ludwig Bielenberg Hans Lubinus Hans-Hermann Magnussen                               | 5,5-m-R-Klasse | 460       | 7         | 159       | 14        | 402       | 8         | 402       | 8         | 703       | 4         | 6         | 527       | 351       | 9         | 3004   | 9      |
| Wolfgang Elsner Andreas Howaldt Hans Kadelbach Paul-Heinrich Lange Götz von Mirbach | 6-m-R-Klasse   | 142       | 10        | 297       | 7         | 188       | 9         | 142       | 10        | 188       | 9         | 188       | 9         | 188       | 9         | 1333   | 10     |
| Paul Fischer Claus Wunderlich                                                       | Star           | 520       | 8         | 423       | 10        | DNF       | DNF       | 277       | 14        | DNF       | DNF       | 423       | 10        | 724       | 5         | 2367   | 2367   |

### Turnen
| Athleten | Wettbewerb           | Punkte | Rang   |
| --- | -------------------- | ------ | ------ |
| Frauen |                      |        |        |
| Hanna Grages | Boden                | 18,09  | 24     |
| Hanna Grages | Schwebebalken        | 17,59  | 42     |
| Hanna Grages | Sprung               | 18,26  | 30     |
| Hanna Grages | Stufenbarren         | 17,83  | 31     |
| Hanna Grages | Mehrkampf Einzel     | 71,77  | 26     |
| Brigitte Kiesler | Boden                | 17,43  | 73     |
| Brigitte Kiesler | Schwebebalken        | 15,00  | 122    |
| Brigitte Kiesler | Sprung               | 18,29  | 27     |
| Brigitte Kiesler | Stufenbarren         | 17,26  | 63     |
| Brigitte Kiesler | Mehrkampf Einzel     | 67,98  | 80     |
| Hildegard Koop | Boden                | 16,96  | 95     |
| Hildegard Koop | Schwebebalken        | 11,82  | 133    |
| Hildegard Koop | Sprung               | 18,06  | 44     |
| Hildegard Koop | Stufenbarren         | 16,56  | 89     |
| Hildegard Koop | Mehrkampf Einzel     | 63,40  | 118    |
| Elisabeth Ostermeyer | Boden                | 17,63  | 56     |
| Elisabeth Ostermeyer | Schwebebalken        | 17,06  | 75     |
| Elisabeth Ostermeyer | Sprung               | 18,43  | 20     |
| Elisabeth Ostermeyer | Stufenbarren         | 17,79  | 37     |
| Elisabeth Ostermeyer | Mehrkampf Einzel     | 70,91  | 38     |
| Inge Sedlmaier | Boden                | 17,66  | 52     |
| Inge Sedlmaier | Schwebebalken        | 17,09  | 73     |
| Inge Sedlmaier | Sprung               | 17,72  | 71     |
| Inge Sedlmaier | Stufenbarren         | 17,36  | 58     |
| Inge Sedlmaier | Mehrkampf Einzel     | 69,83  | 54     |
| Wolfgard Voß | Boden                | 17,46  | 71     |
| Wolfgard Voß | Schwebebalken        | 17,32  | 55     |
| Wolfgard Voß | Sprung               | 18,29  | 27     |
| Wolfgard Voß | Stufenbarren         | 16,93  | 77     |
| Wolfgard Voß | Mehrkampf Einzel     | 70,00  | 53     |
| Irma Walther | Boden                | 17,73  | 47     |
| Irma Walther | Schwebebalken        | 18,03  | 28     |
| Irma Walther | Sprung               | 18,13  | 38     |
| Irma Walther | Stufenbarren         | 18,06  | 24     |
| Irma Walther | Mehrkampf Einzel     | 71,95  | 24     |
| Lydia Zeitlhofer | Boden                | 17,99  | 31     |
| Lydia Zeitlhofer | Schwebebalken        | 17,73  | 36     |
| Lydia Zeitlhofer | Sprung               | 16,13  | 117    |
| Lydia Zeitlhofer | Stufenbarren         | 17,72  | 40     |
| Lydia Zeitlhofer | Mehrkampf Einzel     | 69,57  | 60     |
| Hanna Grages Elisabeth Ostermeyer Brigitte Kiesler Hildegard Koop Inge Sedlmaier Wolfgard Voß Irma Walther Lydia Zeitlhofer | Mehrkampf Mannschaft | 495,23 | 5      |
| Hanna Grages Elisabeth Ostermeyer Brigitte Kiesler Hildegard Koop Inge Sedlmaier Wolfgard Voß Irma Walther Lydia Zeitlhofer | Gruppen-Gymnastik    | 71,20  | 4      |
| Männer |                      |        |        |
| Helmut Bantz | Boden                | 18,20  | 38     |
| Helmut Bantz | Sprung               | 18,80  | 11     |
| Helmut Bantz | Barren               | 19,10  | 12     |
| Helmut Bantz | Reck                 | 19,25  | 7      |
| Helmut Bantz | Ringe                | 18,95  | 14     |
| Helmut Bantz | Pauschenpferd        | 18,95  | 13     |
| Helmut Bantz | Mehrkampf Einzel     | 113,25 | 9      |
| Adalbert Dickhut | Boden                | 18,40  | 32     |
| Adalbert Dickhut | Sprung               | 18,85  | 18     |
| Adalbert Dickhut | Barren               | 18,85  | 19     |
| Adalbert Dickhut | Reck                 | 17,60  | 75     |
| Adalbert Dickhut | Ringe                | 18,40  | 45     |
| Adalbert Dickhut | Pauschenpferd        | 18,75  | 9      |
| Adalbert Dickhut | Mehrkampf Einzel     | 110,85 | 24     |
| Theo Wied | Boden                | 17,55  | 73     |
| Theo Wied | Sprung               | 18,95  | 5      |
| Theo Wied | Barren               | 19,00  | 15     |
| Theo Wied | Reck                 | 18,60  | 32     |
| Theo Wied | Ringe                | 18,40  | 45     |
| Theo Wied | Pauschenpferd        | 18,20  | 37     |
| Theo Wied | Mehrkampf Einzel     | 110,70 |        |
| Alfred Schwarzmann | Boden                | 17,50  | 78     |
| Alfred Schwarzmann | Sprung               | 18,80  | 13     |
| Alfred Schwarzmann | Barren               | 19,00  | 15     |
| Alfred Schwarzmann | Reck                 | 19,50  | Silber |
| Alfred Schwarzmann | Ringe                | 18,25  | 58     |
| Alfred Schwarzmann | Pauschenpferd        | 17,60  | 65     |
| Alfred Schwarzmann | Mehrkampf Einzel     | 110,65 | 27     |
| Hans Pfann | Boden                | 17,60  | 71     |
| Hans Pfann | Sprung               | 18,10  | 21     |
| Hans Pfann | Barren               | 18,75  | 23     |
| Hans Pfann | Reck                 | 18,20  | 51     |
| Hans Pfann | Ringe                | 18,90  | 18     |
| Hans Pfann | Pauschenpferd        | 18,65  | 83     |
| Hans Pfann | Mehrkampf Einzel     | 110,20 | 33     |
| Erich Wied | Boden                | 17,25  | 92     |
| Erich Wied | Sprung               | 18,35  | 54     |
| Erich Wied | Barren               | 18,65  | 27     |
| Erich Wied | Reck                 | 19,05  | 14     |
| Erich Wied | Ringe                | 18,35  | 50     |
| Erich Wied | Pauschenpferd        | 18,05  | 43     |
| Erich Wied | Mehrkampf Einzel     | 109,70 | 40     |
| Friedel Overwien | Boden                | 16,50  | 121    |
| Friedel Overwien | Sprung               | 18,40  | 15     |
| Friedel Overwien | Barren               | 18,45  | 40     |
| Friedel Overwien | Reck                 | 18,10  | 56     |
| Friedel Overwien | Ringe                | 18,40  | 45     |
| Friedel Overwien | Pauschenpferd        | 18,80  | 44     |
| Friedel Overwien | Mehrkampf Einzel     | 108,65 | 48     |
| Jakob Kiefer | Boden                | 8,75   | 180    |
| Jakob Kiefer | Sprung               | 9,00   | 182    |
| Jakob Kiefer | Barren               | 18,65  | 27     |
| Jakob Kiefer | Reck                 | 18,50  | 38     |
| Jakob Kiefer | Ringe                | 17,90  | 73     |
| Jakob Kiefer | Pauschenpferd        | 18,90  | 12     |
| Jakob Kiefer | Mehrkampf Einzel     | 91,70  | 150    |
| Helmut Bantz Adalbert Dickhut Jakob Kiefer Friedel Overwien Hans Pfann Alfred Schwarzmann Erich Wied Theo Wied              | Mehrkampf Mannschaft | 561,20 | 4      |

### Wasserball
| Wettbewerb             | Männer |
| ---------------------- | --- |
| Athleten               | Emil Bildstein Wilfried Bode Philipp Dotzer Günter Heine Ferdinand Panke Erich Sauermann Willi Sturm Paul Uellendahl Heinz Zander |
| 1. Qualifikationsrunde | Rumänien 8:4 (4:1) |
| Vorrunde               | Ägypten 2:5 (1:1) Ungarn 1:9 (0:3) Sowjetunion 2:6 (1:3)                                                                          |
| Halbfinalrunde         | ausgeschieden |
| Finalrunde             | ausgeschieden |
| Platzierung            | 13 |

### Wasserspringen
| Athleten       | Wettbewerb        | Vorkampf | Vorkampf | Finale        | Finale        | Rang   |
| Athleten       | Wettbewerb        | Punkte   | Rang     | Punkte        | Rang          | Rang   |
| -------------- | ----------------- | -------- | -------- | ------------- | ------------- | ------ |
| Männer         |                   |          |          |               |               |        |
| Hanns Aderhold | Kunstspringen 3 m | 67,09    | 11       | ausgeschieden | ausgeschieden | 11     |
| Werner Sobek   | Kunstspringen 3 m | 66,75    | 12       | ausgeschieden | ausgeschieden | 12     |
| Werner Sobek   | Turmspringen 10 m | 64,27    | 20       | ausgeschieden | ausgeschieden | 20     |
| Fritz Geyer    | Turmspringen 10 m | 69,64    | 10       | ausgeschieden | ausgeschieden | 10     |
| Günther Haase  | Turmspringen 10 m | 75,41    | 3        | 65,90         | 3             | Bronze |